# Фонін Михайло Макарович
Михайло Макарович Фонін (10 жовтня 1905, село Богімово Таруського повіту Калузької губернії, тепер Російська Федерація — 14 грудня 1974, місто Москва) — радянський державний і партійний діяч, 1-й секретар ЦК КП (б) Туркменістану (1939—1947). Депутат Верховної Ради СРСР 1—2-го скликань (1941—1950).

## Біографія
Народився в селянській родині. З 1920 року працював у сільському господарстві. З 1926 роках — чорнороб на чавунно-ливарному заводі.
У 1927—1929 роках — у Червоній армії.
Член ВКП(б) з 1929 року.
У 1930—1932 роках — студент Московського інституту інженерів залізничного транспорту.
У 1932—1937 роках — секретар партійного комітету залізниці, інструктор Політичного відділу Московського відділення Ярославської залізниці.
У 1937—1939 роках — відповідальний контролер, заступник керівника групи Комісії партійного контролю при ЦК ВКП(б).
У 1939 році — уповноважений Комісії партійного контролю при ЦК ВКП(б) по Туркменській РСР.
11 листопада 1939 — березень 1947 року — 1-й секретар ЦК КП (б) Туркменістану.
У 1947—1950 роках — інспектор ЦК ВКП(б) по Узбецькій РСР.
У 1950—1953 роках — заступник міністра бавовництва СРСР.
У 1953—1964 роках — начальник Головної територіально-виробничої інспекції, начальник інспекції, начальник управління науково-технічного співробітництва Міністерства сільського господарства СРСР. У 1964—1974 роках — начальник управління науково-технічного співробітництва із зарубіжними країнами Міністерства сільського господарства СРСР.
Помер 14 грудня 1974 року. Похований на Введенському цвинтарі Москви.

## Нагороди
- три ордени Леніна (.01.1944, .12.1944, 1947)
- орден Вітчизняної війни І ст. (1946)
- медалі